# Norbourne Estates
Norbourne Estates – miasto w Stanach Zjednoczonych, w stanie Kentucky, w hrabstwie Jefferson.

## Geografia
Norbourne Estates znajduje się w północno-środkowej części hrabstwa Jefferson, na współrzędnych 38°14′49″N 85°38′50″W (38.246971, -85.647086). Jest otoczone przez miasto Louisville i znajduje się 6 mil (10 km) na wschód od centrum tego miasta.
Zgodnie z danymi United States Census Bureau, Norbourne Estates ma łączną powierzchnię 0,08 mil kwadratowych (0,21 km²), z czego wszystko to ląd.